# Kaiserschlacht
Kaiserschlacht (lit. «La batalla del káiser»), también la gran batalla en Francia (Große Schlacht in Frankreich) y la ofensiva de primavera (este último incluyendo algunas acciones menores consecutivas), y denominada por los británicos la gran retirada de marzo, fue la última gran ofensiva del Ejército alemán durante la Primera Guerra Mundial. Tuvo lugar entre el 21 de marzo y el 5 de abril de 1918, siendo el mayor ataque aislado de toda la guerra.
La denominación Kaiserschlacht se atribuye al general Erich Ludendorff, con referencia al káiser Guillermo II, aunque este último no tuviera a esta altura control del Ejército ni mucho menos era partícipe de los planes militares. Más bien, fue un último esfuerzo del generalato alemán por mantener la figura del káiser como emperador de Alemania y de su poderío militar.

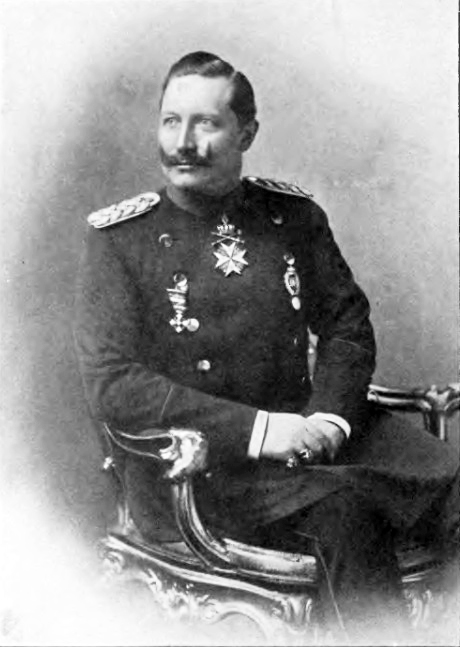
El káiser Guillermo II de Alemania.

## La guerra hasta 1918
En 1915 Alemania había eliminado a Serbia de la alianza y en 1917 a Rumania. El alto mando alemán decidió mantener una postura defensiva en el frente occidental en el año 1917, concentrarse en otros frentes, y en especial terminar con las desmoralizadas tropas rusas.
Para octubre de 1917 una fuerza austro-germana terminó con el estancamiento en el frente italiano, haciendo retroceder al ejército italiano 112 kilómetros hacia el Piave, en la batalla de Caporetto en la que hizo 325 000 prisioneros. Por último luego de la Revolución rusa (aunque Rusia ya era prácticamente impotente militarmente desde la caída de Riga), León Trotski firmó el Tratado de Brest-Litovsk sacando a Rusia definitivamente de la guerra. La desaparición del frente ruso permitió a Alemania enviar unidades al frente occidental; por primera vez desde el comienzo del conflicto, los Aliados no contaban con gran ventaja numérica en este frente.
Pero no todo eran buenas noticias para los alemanes. En el verano de 1917 el frente occidental seguía estancado en una cruenta guerra de trincheras que se extendían más de 700 kilómetros desde la costa del canal de la Mancha hasta la neutral Suiza.
Así, el Ejército del káiser debía enfrentarse, de norte a sur, con el ejército belga, que se aferraba a la pequeña porción de Bélgica que no había sido ocupada en 1914, en las costas del canal de la Mancha; con la Fuerza Expedicionaria Británica (BEF) en el centro de los frentes de Flandes y Picardía; y con el Ejército Francés, que estaba recuperándose de los motines de principios de 1917, más al sur.
Por otro lado Estados Unidos entró en la guerra del lado de los aliados. La opinión pública norteamericana ya había sido golpeada por el hundimiento del RMS Lusitania, torpedeado por el submarino U-20 el 7 de mayo de 1915 y ahora por fin los estadounidense estaban decididos a participar en una guerra que hasta entonces habían considerado un «problema entre europeos». La prevista llegada de un millón de nuevos soldados aliados hacía que los Imperios centrales tuviesen que intentar ganar la guerra antes de que esto sucediese, en 1918.

## Objetivos
Ludendorff sabía que aunque las tropas estadounidenses no habían llegado aún en su totalidad y que no estaban preparadas, Estados Unidos tenía 184 000 soldados en Francia y sabía además que aunque dependieran de transportes y equipo pesado inglés y francés estas tropas representarían un «aire fresco» en el estancado frente occidental, sin mencionar el medio millón de hombres que se esperaban que llegaran.
Ni el Imperio alemán (agotado por los años de guerra en varios frentes y en especial por el bloqueo naval que ejercía la Royal Navy al mismo tiempo) ni sus aliados de las potencias centrales podrían resistir otro sangriento año a la defensiva como el de 1917.
La idea era obtener una victoria rápida y aplastante, antes que los aliados pudieran poner en juego sus muy superiores recursos humanos y materiales (en especial soldados e industria estadounidense). Para ello, el mando alemán decidió tratar de vencer al Reino Unido, convencido de que si este era derrotado, Francia claudicaría. El plan consistía en atacar el punto de unión de los ejércitos británicos y franceses, aniquilar el 5.º Ejército británico, aislar el resto de unidades británicas de las francesas y obligarlas a rendirse. El plan, que recibió el nombre clave de «Michael», debía ponerse en práctica a finales de marzo del 1918.

## Comandantes enfrentados

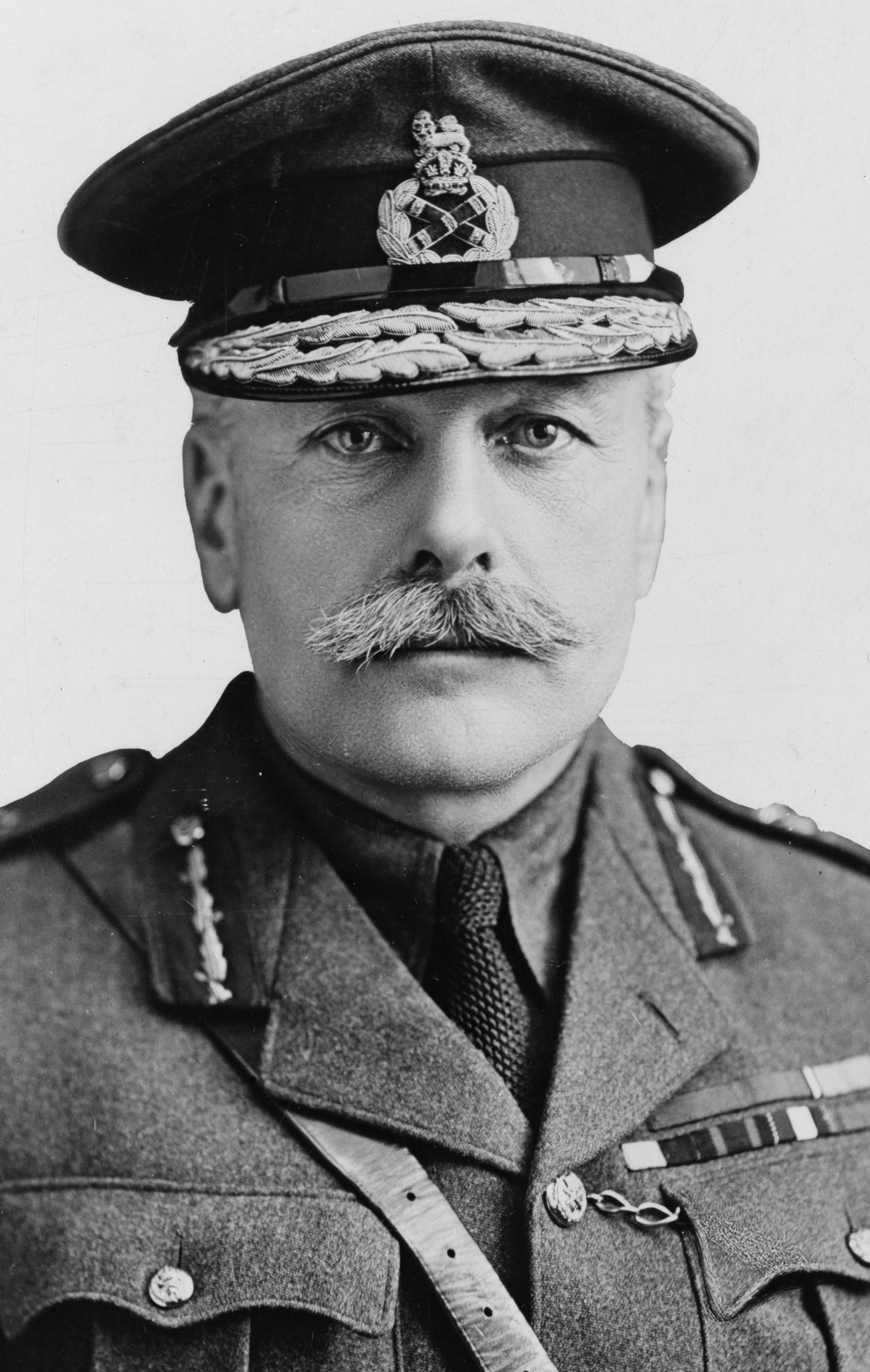
Douglas Haig
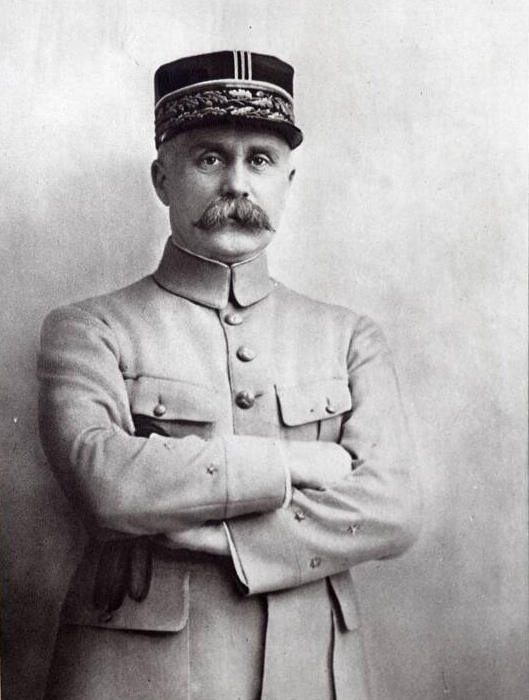
Henri Pétain
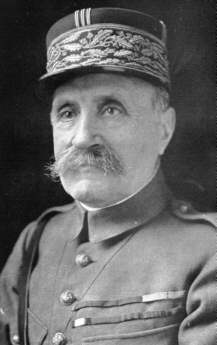
Ferdinand Foch
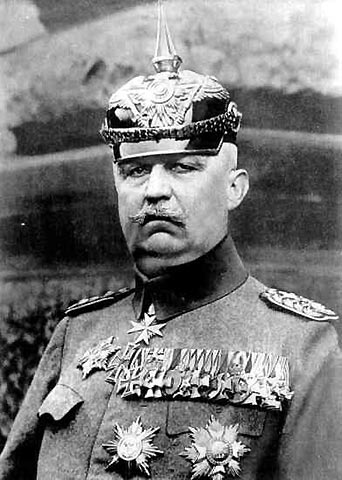
Erich Ludendorff
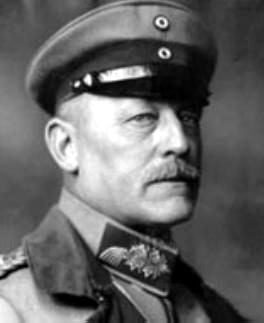
Oskar von Hutier

## Fuerzas enfrentadas

### Ejército alemán
Durante el invierno de 1917-1918, el Ejército en el frente occidental se había transformado de una organización con excesivo personal, hacinado en trincheras y a la defensiva, en un ejército superior, reforzado por 42 divisiones traídas desde los frentes oriental e italiano, con la moral alta por sus respectivas victorias anteriores. Debido al amplio trasiego de soldados mayores a los 35 años y la llamada de personal herido y de retaguardia, las filas estaban llenas de hombres más jóvenes y experimentados. Por otro lado, las tropas podían incluir reclutas de la generación 1919 e incluso jóvenes de 16 años; el personal apropiado para formar las Stosstruppen. Estas eran unidades especiales formadas por hombres solteros, menores de 25 años con raciones dobles, que eran entrenados y utilizados para el asalto y toma de trincheras e incursiones en «tierra de nadie». Si bien eran tropas especializadas y muy efectivas, no se sabe cuántas participaron en el primer ataque, el 21 de marzo.
Sumando la relación completa de unidades a nivel ejército conocida en el frente occidental para 1918 se obtiene solo diez batallones y cinco compañías o unos seis mil seiscientos hombres. Pero dando a cada una de las treinta y dos divisiones en ataque de primera línea ese día una compañía, se obtienen un total de diez mil hombres. Aun así, la mayor parte de las fuerzas utilizadas en la Kaiserschlacht, 56 divisiones o unos 800.000 hombres, recibieron tres semanas de instrucción táctica en guerra de movimientos, a menudo con instructores de tropas de asalto y munición real; mucho de ese entrenamiento fue llevado a cabo en Rusia y Rumania.
Los oficiales se preocuparon de crear un sentimiento de éxito en las tropas, dicientes que con Rusia fuera de la guerra, esta sólo podía finalizar con un aplastante ataque alemán. Los soldados, motivados por esto, y por la posibilidad de capturar las grandes cantidades de provisiones que, sabían, la BEF tenía en su poder, rápidamente sintieron su moral sumamente crecida y renovada.
Lentamente se fueron concentrando cada vez más piezas de artillería en el frente, muchas veces de noche o camufladas. Algunas incluso fueron llevadas de nuevo a Alemania para recibir cañones nuevos y evitar que los tubos desgastados perjudicaran su desempeño. Austria-Hungría aportó además cincuenta baterías, fundamentalmente de cañones pesados.

### Ejércitos Aliados

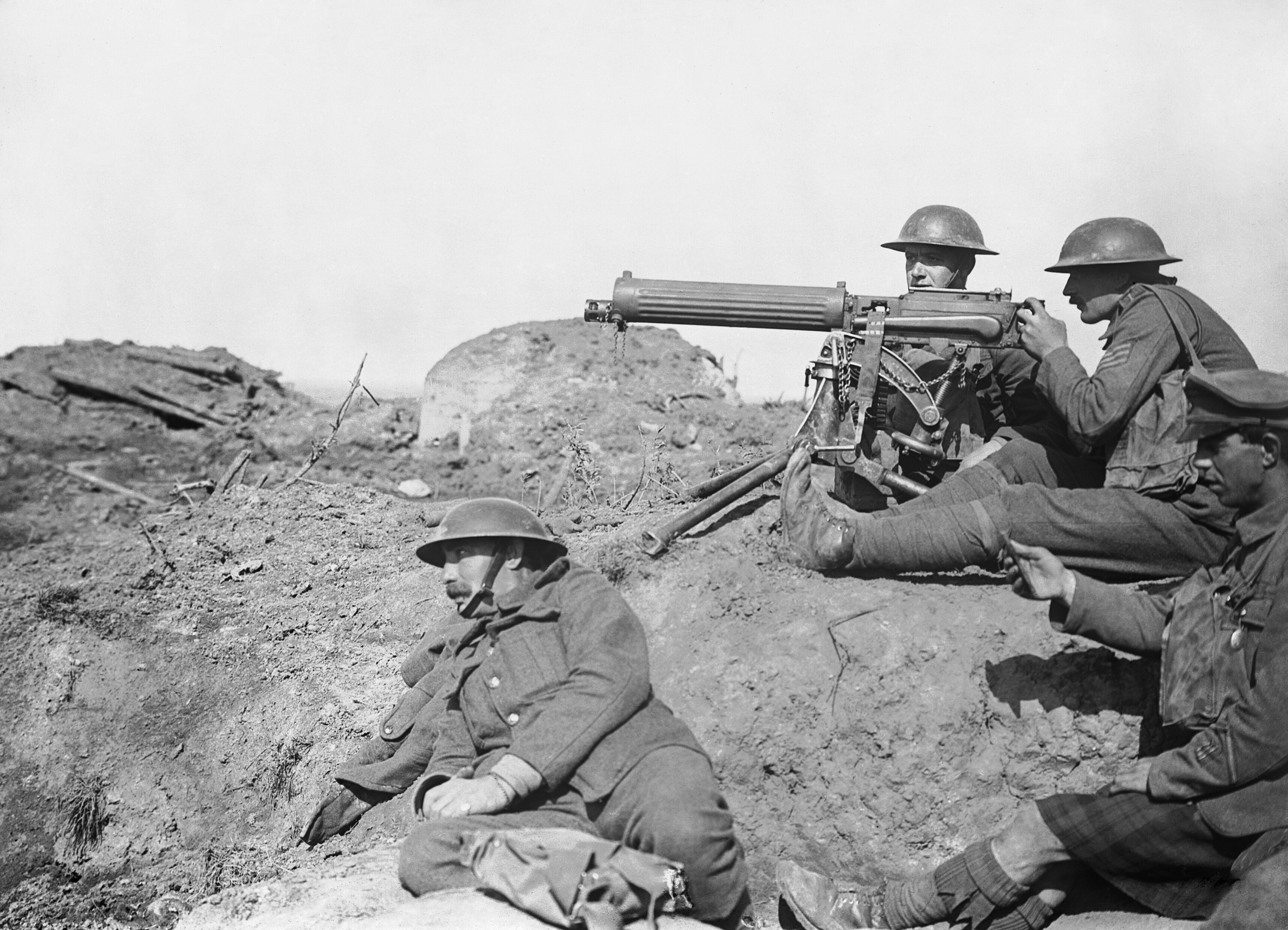
Grupo de ametralladora Vickers.

Los ejércitos de Douglas Haig eran unidades agotadas y en parte descorazonadas en la primavera de 1918, por lo que, disponiendo de 514 637 hombres, tenía tan solo el 36 % de su plantilla total. Como resultado de eso, la BEF se vio forzada a abandonar sus doce Batallones por División y adoptar la norma francesa de nueve.
La reorganización redujo el corto tiempo del que se disponía para instrucción y trabajos en las posiciones defensivas. El conjunto de la BEF se benefició de unos permisos más generosos, 88.000 hombres en la vísperas del 21 de marzo. Aproximadamente el 17 % de la infantería de una División podía estar de permiso al mismo tiempo.
El Real Cuerpo Aéreo en Francia contaba con 31 092 hombres y 1255 aviones operativos a los cuales, a principios de marzo, se sumaron seis escuadrones (unos 114 aviones) para reforzar al 5.º ejército. 
El estado y la moral del ejército francés en la primavera de 1918 no son fáciles de valorar. Los historiadores británicos, basándose en la afirmación de Haig de que los franceses no podrían resistir una ofensiva alemana continuada, se inclinan por subestimar o ignorar la contribución francesa a la Kaiserschlacht. El punto de interrogación parte de los motines del verano de 1917. Los últimos casos menores de indisciplina tuvieron lugar en realidad a finales de enero de 1918, pero la mitad de las divisiones de Pétain nunca se vieron afectadas por ello.
El jefe de operaciones del teniente Georg Wetzel, valoró a los franceses como «descansados y con libertad estratégica, mejores en el ataque y más hábiles en la defensa, pero no tan resistentes como los británicos» y consideraba su artillería mejor que la de Haig.
Aun así, algunas unidades habían sido destinadas a otros fines, como el II Cuerpo de Ejército de Caballería que cumpliría tareas de seguridad interna. Los temores de un colapso civil al estilo ruso era mayores que los de un hundimiento militar. Además, Pétain tenía una enorme reserva de artillería y munición, y una reserva de aviación. El Ejército francés recibió sus primeros carros ligeros Renault FT-17 en marzo, pero no entrarían en acción hasta finales de mayo.

## La Ofensiva Michael
Alrededor de las 4:00 a. m. del 21 de marzo de 1918 diez mil piezas alemanas de cañones y morteros abrieron fuego simultáneamente en un bombardeo de 68.8 km de ancho, una barrera a una escala que solo sería superada por el Ejército Rojo en su último ataque sobre Berlín. En cinco horas Ludendorff gastó 1 160 000 proyectiles, realizando cada pieza de 200 a 600 disparos.
Antes de que los aturdidos defensores británicos pudieran reaccionar, equipos especiales de tropas de asalto alemanas emergieron de la niebla y el humo para atacar o evitar puntos estratégicos en las líneas. A las 9.40 a. m., doscientos mil alemanes atacaron las líneas inglesas entre Cambrai y Saint-Quentin. Tomados por sorpresa, abrumados y sumergidos, los defensores se retiraron por todo el frente, se abrió una gran brecha, lo que permitió a los alemanes avanzar más de 50 km. Más de 160,000 británicos quedaron fuera de combate.
Pero el avance no tuvo éxito, porque el general Ludendorff, pese a sufrir poca oposición en su izquierda, continuó concentrando sus reservas frente a Arras, donde la resistencia británica se hizo cada vez más fuerte. A pesar de los desesperados llamamientos del general Haig, Foch se negó a comprometer sus limitadas reservas. Haig tuvo que traer urgentemente refuerzos del Reino Unido y el mando británico tuvo que retirar las divisiones de otros teatros de operaciones.
Súbitamente, el 28 de marzo, Ludendorff consideró las posibilidades que se presentaban en el frente del Somme, para hacer un avance rápido y decisivo hacia París, pero ya era demasiado tarde. Dos días antes, los aliados habían acordado dar al general Foch el mando exclusivo en el frente occidental. Uno de sus primeros actos de mando fue utilizar parte de sus escasas reservas para tapar la brecha peligrosa en el Somme.
El 9 de abril, la ofensiva de Michael fue detenida en la región de Montdidier por refuerzos del ejército francés, con la 56.a división de infantería de reserva al mando del general Demetz (en particular con sus 4 batallones de élite, incluido el 65.o batallón de cazadores a pie en Montdidier), con el 133.a división de infantería y la 4.a división de caballería dirigida por el general Mesplé, y la 22.a división de infantería y la 62.a división de infantería del general Robillot. De la ciudad de Hangest-en-Santerre. La 163.ª división de infantería dirigida por el general Debeney defendió a Moreuil.

### Batalla de Lys. (Georgette)
Al norte de Ypres, a pesar de varios asaltos alemanes, los belgas mantienen su frente. Para los británicos y los franceses, es en Mount Kemmel donde la lucha es más dura, disponer de esta altura les daría a los alemanes una ventaja considerable. Pero los aliados resistieron y, finalmente, el 2 de mayo, la cuarta batalla de Ypres terminó sin que el ejército alemán pudiera esperar alcanzar su objetivo. Más al sur, el general Foch, comandante en jefe de los ejércitos aliados, que está preparando lo que espera ser la ofensiva decisiva en el Somme, no quería distraer a las tropas para ayudar a los anglo-franco-belgas en Ypres. Él considera que es en el Somme, donde los estadounidenses vendrán a reforzar el ejército franco-inglés, donde tendrá lugar la acción decisiva que obligará al estado mayor alemán a renunciar a la conquista del último pedazo de territorio belga aún intacto; en efecto, no tendrán éxito. Es obvio que después de Ypres, Alemania desea emplear las fuerzas liberadas por la paz con Rusia para un esfuerzo supremo más al sur.

### Batalla de Aisne. (Blücher-Yorck)
El general Ludendorff, subjefe de Estado Mayor alemán, lanzó su tercera ofensiva en el frente occidental en 1918, con un ataque de distracción contra los franceses que controlaban el sector de Chemin des Dames, en el Aisne. El objetivo de Ludendorff es evitar que los franceses envíen refuerzos a los británicos que se encuentran en el norte de Francia, donde planea un nuevo ataque.
La ofensiva fue dirigida por el VIII ejército del general von Böhm-Ermolli y el primer ejército del general Bruno von Mudra, totalizando cuarenta y cuatro divisiones. El objetivo de su ofensiva, cuyo nombre en código es Blücher-Yorck, es atacar al sexto ejército francés del general Duchêne, que agrupa a doce divisiones, incluidas tres británicas.
El asalto alemán comenzó con un aluvión de 4600 piezas de artillería, seguido de un ataque de siete divisiones en un frente de 15 km. Los alemanes inmediatamente tomaron el Chemin des Dames y avanzaron hacia el Aisne, ocupando varios puentes intactos. Al final del día, los alemanes habían avanzado quince kilómetros.
Aunque la ofensiva tenía un objetivo limitado, sus primeros éxitos persuadieron al alto mando alemán de continuar hacia París, que está a solo 130 km. Sin embargo, el comandante de la fuerza expedicionaria estadounidense, el general Pershing, envió refuerzos a los franceses: la segunda división del general Omar Bundy y la tercera división del general Joseph Dickman. Entrarán en combate el 30 de marzo, cuando los alemanes amenacen al Marne.

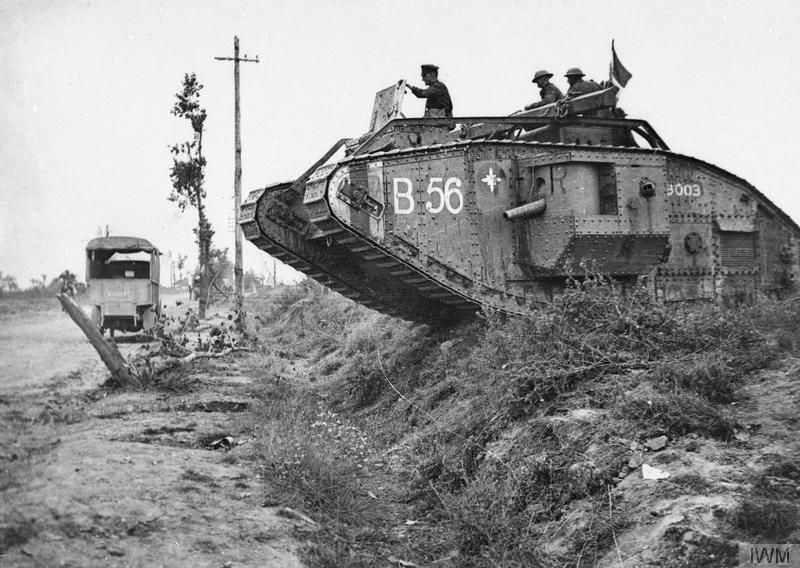
Un tanque Mark I dirigiéndose al frente

En la aldea de Villers-Bretonneux, en la primavera de 1918, tres tanques ingleses se enfrentaron a un tanque alemán durante la batalla de Villers-Bretonneux. Dos tanques ingleses fueron evacuados sin daños y el tanque alemán sufrió daños leves.

### Batalla de Matz. (Gneisenau), 9-13 de junio.
Bajo las órdenes del General Erich Ludendorff, Jefe Adjunto del Estado Mayor, el XVIII Ejército del General Oskar von Hutier lanzó la cuarta serie de ofensivas. Ludendorff planea unir los dos salientes más pronunciados tomadas durante los ataques anteriores en los sectores Amiens, Aisne y Marne. Hutier debe atacar al oeste a lo largo del río Matz, un afluente del Oise, en dirección a Noyon y Montdidier. Sin embargo, el comando del Tercer Ejército francés, el general Humbert, advertido por los desertores alemanes, organizó su defensa en consecuencia ordenando que la artillería bombardee severamente a las tropas de asalto enemigas poco antes de su ofensiva.
Sin embargo, el bombardeo no impidió que las tropas alemanas avanzaran 8 km el primer día de su ataque, conocido por el nombre en clave Operación Gneisenau. El día 9, Hutier tomó Ressons, el día 10, Ribécourt, y las tropas francesas tuvieron que retroceder detrás del Oise y el Matz; pero la izquierda se mantuvo firme, y los alemanes no pudieron tomar Courcelles. El día 11, desde Méry, el general Mangin organizó un contraataque de tres divisiones francesas y dos divisiones americanas. Atacan al XVIII Ejército el 12, diezman tres divisiones alemanas, obligan a otros dos de la reserva a atacar, capturan 1000 prisioneros y 16 cañones, forzando a Ludendorff a terminar la operación al día siguiente.

## Conclusión
Los objetivos estratégicos de la ofensiva no eran concretos. No se estableció un objetivo claro y simple antes del inicio de la ofensiva y una vez que las operaciones estaban en marcha, los objetivos de estos ataques evolucionaban constantemente dependiendo de la situación en el campo de batalla. Los Aliados, en comparación, concentraron sus fuerzas principales en objetivos esenciales (los accesos a los puertos del Canal y el cruce ferroviario de Amiens).
Los alemanes tampoco pudieron obtener suministros y equipos lo suficientemente rápido. Todas las ofensivas alemanas fueron detenidas. Para abril de 1918, el peligro de un avance alemán había pasado. El ejército alemán había sufrido grandes pérdidas y ya no tenía suficientes tropas para continuar la ofensiva. En agosto de 1918, los Aliados lanzaron una contraofensiva (ofensiva de los Cien Días), utilizando nuevos métodos operativos y confiando en el uso masivo de artillería y dando nuevo protagonismo a los carros blindados.